# Panneau en oxyde de magnésium

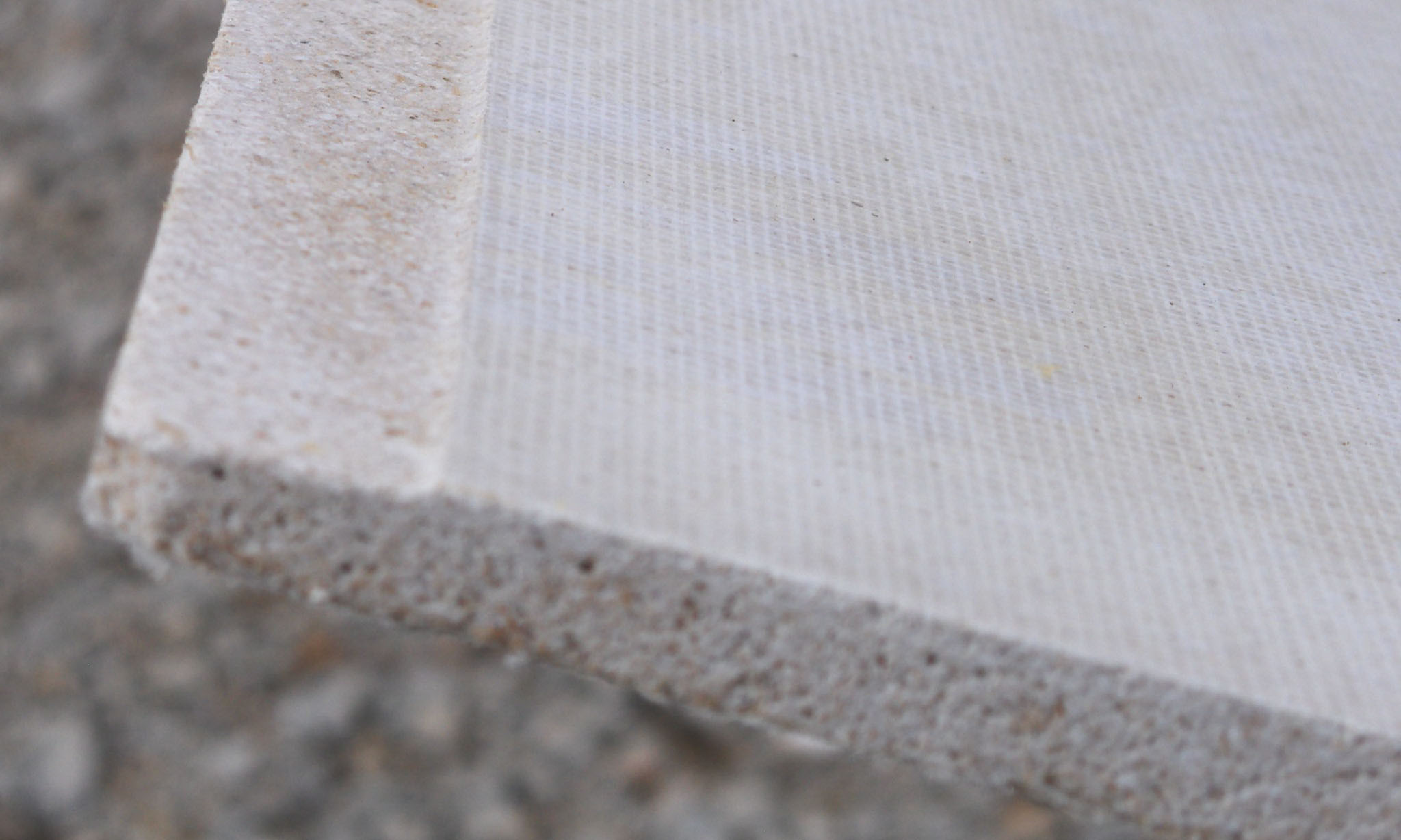
Panneau mural en oxyde de magnésium (épaisseur 10 mm)

L'oxyde de magnésium, plus communément appelé magnésie, est un minéral polyvalent qui, lorsqu'il est utilisé comme partie d'un mélange de ciment et coulé dans de minces panneaux de ciment, peut être utilisé dans la construction résidentielle et commerciale. Certaines versions conviennent à un large éventail d'utilisations générales du bâtiment et à des applications nécessitant une résistance au feu, un contrôle de la moisissure, ainsi que des applications de contrôle du son et de nombreux autres propriétés intéressantes. Le panneau de magnésie a une solidité et une résistance qui découle des liaisons très fortes entre les atomes de magnésium et d'oxygène qui forment des cristaux d'oxyde de magnésium (de formule chimique MgO).
Des panneaux de magnésie sont utilisés à la place de la cloison sèche traditionnelle en gypse comme matériau de revêtement de mur et de plafond et comme revêtement. Il est également utilisé dans un certain nombre d'autres applications de construction comme les fascias, les soffites, la doublure de gaines et cloison de séparation, le revêtement mural et le support de carrelage ou comme substrats pour les revêtements et les systèmes isolés tels que les systèmes de finition, EIFS, et quelques types de stuc.
Le panneau de ciment de magnésie pour la construction de bâtiment est disponible en diverses tailles et épaisseur. Ce n'est pas un panneau surfacé papier. Il vient généralement dans une couleur gris clair, blanc ou beige. Il existe de nombreuses versions et valeurs de nuances, y compris face lisse, texture rugueuse, utilité, nuances polyvalentes ainsi que différentes densités et résistances pour différentes applications et utilisations.
Actuellement, divers panneaux de ciment de magnésie sont largement utilisés en Asie comme matériau de construction principal. Certaines versions ont été désignées comme matériau de construction «officiel» pour les Jeux Olympiques d'été de 2008 et certaines versions sont largement utilisées à l'intérieur et à l'extérieur de tous les murs, des poutres ignifuges et comme revêtement de sous-plancher dans l'un des plus hauts bâtiments, Taipei 101, situé à Taipei, Taiwan.
Le ciment de magnésie est fabriqué dans un certain nombre de régions du monde, principalement à proximité de zones où des gisements de minerai à base de magnésie (périclase) sont extraits. Les principaux gisements se trouvent en Chine, en Europe et au Canada. Les gisements de minerai de magnésie aux États-Unis sont négligeables. Selon les estimations, l'utilisation des produits en carton magnésien se situe aux environs de 8 millions de SQF rien qu'en Asie. Il gagne en popularité aux États-Unis, particulièrement près des régions côtières.

## Histoire
- Les utilisations de ciment de magnésie dans la construction en maçonnerie sont anciennes. Il a été utilisé principalement comme composant de mortier et stabilisateur pour les briques de sol. La magnésie a également été identifiée dans la Grande Muraille de Chine et d'autres sites historiques.
- Dans l'Ouest, le ciment Portland a remplacé la magnésie pour les utilisations de maçonnerie au XXe siècle quand l'énergie était bon marché (voir l'efficacité énergétique) et l'infection de moule était mal comprise.
- Cependant, certains projets ont continué à utiliser la magnésie. Le pont de Brooklyn de New York est fabriquée à partir de ciment extrait localement, un mélange d'oxyde de calcium et de ciment de magnésie communément appelé Rosendale Natural Cement, le seul ciment naturel non cuit fabriqué aux États-Unis.
- Les panneaux de ciment de magnésie ont été approuvés pour la construction aux États-Unis vers 2003.
- En raison de sa résistance au feu et de ses cotes de sécurité, New York et le New Jersey ont été les premiers à adopter le panneau de ciment de magnésie. La Floride a adopté des panneaux de magnésie pour la résistance à la moisissure. Il est testé et approuvé ouragan et impact dans le comté de Miami-Dade.
- Situé à Taipei, Taiwan, le tableau de magnésie peut être trouvé sur les 101 étages de Taipei 101, actuellement le huitième plus haut bâtiment du monde. Des feuilles de magnésie ont été utilisées à l'intérieur et à l'extérieur de tous les murs, des poutres d'ignifugation et des revêtements de sous-plancher.

## But et utilisation
La magnésie est largement utilisée principalement comme alternative aux plaques de plâtre traditionnelles et aux contreplaqués à base de gypse. Les panneaux de magnésie peuvent être entaillées et cassées, sciées, percées et fixées à une charpente en bois ou en acier.
Les planches de magnésie sont un bon exemple des progrès réalisés dans les matériaux de construction pour répondre aux changements dans les codes du bâtiment pour la sécurité et la durabilité.

## Applications
- Mur intérieur et panneau de plafond
- Mur extérieur et panneau de clôture
- Revêtement extérieur
- Matériaux de garniture
- Fascias[1]
- Soffites
- Shaft-liner et panneau de séparation de zone
- Support de tuile (panneau d'appui) et sous-couche
- Substrats pour revêtements et systèmes isolés tels que les systèmes de finition à application directe, EIFS, SIPS, stuc de type Portland et stucs synthétiques.

## Avantages
- Notes et tests: 
  - Résistant au feu (certifié UL 055 et ASTM et classé A)
  - Imperméable (test de gel /dégel pendant 36 mois)
  - Pas de moisissures/champignons/insectes (non nutritifs pour la moisissure, les champignons et les insectes ASTM G-21)
  - Résistant aux impacts (ASTM D-5628)
  - Approuvé  NYC (MEA # 359-02-M)
  - Sans amiante/silice
  - Classé STC 53-54
- Peut être utilisé à la place des plaques de plâtre traditionnelles ou de ciment. Aucun outil spécial requis.
- Surface dure non absorbante - pas de papier.
- Peut être utilisé dans des applications comme le bardage à base de ciment.
- Disponible en couleurs.
- Efficacité énergétique - Il est extrait du minerai à environ à 25% de la température (400-800 °F) requise pour former du CaO, le matériau de départ pour la préparation de chaux éteinte ou de portlandite utilisée dans le mortier et le plâtre ordinaires.
- Des panneaux de magnésie ont été mentionnés dans des articles sur la construction biologically friendly et les risques d'infection par les moisissures.
- Comparable au coût pour le panneau de ciment fabriqué à partir de ciment Portland, avec de nombreux avantages sur ce matériau pour les applications humides.

## Désavantages
- Les dépôts naturels d'oxyde de magnésium se produisent principalement en Chine. Les gouvernements locaux interdisent l'exportation des matières premières pour la fabrication en dehors de la Chine[2].
- Le peu de minerai à base de magnésium se trouvant aux États-Unis ou en Europe fait  considérer son exploitation comme non rentable. Cela signifie en effet, que les projets de construction s'appuieront sur des matériaux chinois.
- Dans la plupart des cas, les panneaux de magnésie de bonne qualité sont plus chers que les panneaux de plâtre.
- Comme tous les mélanges de ciment, les ciments magnésiens et les mélanges et équipements connexes nécessitent des contrôles stricts tant pour la matière première que pour le processus de durcissement et le bon temps d'attente pour la préparation et la manipulation du produit frais et semi-frais. Beaucoup de marques moins chères font des matériaux incohérents.
- Il existe plusieurs producteurs différents avec de grandes différences dans leurs coûts de production et de vente qui ont un impact important sur la conception du mélange et le processus de durcissement, ce qui rend chaque marque très différente dans les utilisations potentielles. Même si les différentes marques peuvent sembler similaires, il faut être prudent lors de la sélection des versions et des marques pour un usage spécifique car elles ne sont pas toutes identiques ou utilisables de la même manière.
- Les panneaux ont tendance à avoir des exigences d'installation assez uniques. Chaque version de panneau de magnésie doit être installée en suivant les recommandations du fabricant pour éviter les problèmes d'installation.
- Le plus souvent, les panneaux sont produits en utilisant du ciment Sorel (Magnesiumoxychloride). Résultant dans un produit très hygroscopique qui peut produire un problème appelé "crying boards" lorsqu'il est appliqué dans un climat trop humide.
- Le chlorure de Sorel produit un environnement hautement corrosif pour les fixations et les poteaux d'acier.